# Hogna auricoma
Hogna auricoma är en spindelart som först beskrevs av Eugen von Keyserling 1891.  Hogna auricoma ingår i släktet Hogna och familjen vargspindlar. Inga underarter finns listade i Catalogue of Life.